# Kownia
Kownia (Koprynia, Kowinia, Równia, Skowinia) – polski herb szlachecki. 

## Opis odmian herbu
Istniały trzy odmiany herbu:
1. Kownia: W polu czerwonym trzy miecze srebrne o rękojeściach złotych, ostrzami u dołu złączone. W klejnocie nad koroną trzy pióra strusie.
2. Kownia II  Osobny artykuł: Kownia II.
3. Kownia III: W polu czerwonym trzy miecze srebrne o rękojeściach złotych, ostrzami u dołu złączone, środkowy między dwiema gwiazdami złotymi. Pod mieczami półksiężyc złoty rogami w górę, pod nim takaż gwiazda. W klejnocie trzy strusie pióra.

Odmiana II
Odmiana III

## Najstarsze wzmianki
Nie są znane średniowieczne pieczęcie z wyobrażeniem tego herbu. Pierwszy zapis pochodzi w roku 1391. Herb znajduje się w Klejnotach Długosza i w herbarzyku Ambrożego. Najbardziej rozpowszechniony w ziemi krakowskiej i sandomierskiej.

## Herbowni
Chodorowicz, Czechucki, Domaradzki, Domaracki, Domerecki, Głębocki, Jurach(h), Klempicki,Kołtun, Kołtunowicz, Koniecki, Konwicki, Kuroczycki,  Kwapiński, Łośniewski, Nisz(s)kiewicz, Pacholski, Pachołowiecki, Paszoch, Ptaczek, Ptak, Repczyński, Rożenkowski, Seredyński, Strzesz, Strzałkowski, Suskrajewski, Tuchliński, Tur, Turłaj, Wy(i)siecki, Wyszecki, Zaszczyński.

## Literatura
Herb Kownia - wykaz nazwisk według Herbarz Polski Tadeusza Gajla